# Catedral de Lund
La catedral de Lund (suec: Lunds domkyrka) es un temple luterà de culte pertanyent a l'Església de Suècia i seu de la diòcesi de Lund. Construïda en el segle xii, és el principal monument de la ciutat de Lund i potser l'obra més significativa de la arquitectura romànica en tots els països nòrdics. Des de la seva fundació fins a la reforma protestant estigué consagrada a Sant Llorenç màrtir.

## El simbolisme de l'interior de la catedral
La perspectiva temporal es va construir a la catedral, fins i tot abans que existís el rellotge mecànic. En l'arquitectura clàssica de l'església hi ha una línia de temps invisible de sud a nord, és a dir, de dreta a esquerra. El temps de l'Antic Testament és al sud i la del Nou Testament al nord. Al mig, el canelobre de set braços, que és un símbol en l'Antic Testament, es troba al sud, mentre que Maria, que és considerada com la primera companya de Crist, es troba al nord.
Una línia de vida invisible s'estén des de l'oest, des de l'entrada principal, cap a l'est. Aquest és el camí d'una persona en la vida des del bressol fins a la tomba. Les línies es troben en una intersecció: Crist, l'altar. Aquí és on se celebra la missa. És a dir, Crist es troba en els éssers humans, el pa i el vi. Tant el temps com l'espai es cancel·len aquí. Ara només hi ha l'eternitat.
A més de tota la resta, el Horologium Mirabile Lundense és un resum teològic de la creació, de la dependència de l'home de Déu i del sentit últim de la vida.
Per tant, és natural que la narrativa del rellotge sia seguida per la narrativa dramàtica-litúrgic de la missa. Quan les altes portes es tanquen després de les processons i quan l'òrgan rellotge ha deixat de tocar, les campanes de la catedral comencen a sonar per a la missa que se celebra a l'altar, és la intersecció de les línies de temps invisibles. Aquí és on l'home es troba amb Déu. Ara.
Al centre de la part inferior es troba Sant Llorenç, patró de la catedral. Era diaca a Roma en la meitat del segle tercer. Quan l'emperador Valerià perseguia els cristians, Lawrence, que va ser tresorer de l'església, distribueix tots els béns als pobres de la ciutat. Quan l'emperador va ordenar llavors a Lawrence a lliurar els objectes de valor de l'església per a ell, la llegenda diu que Lawrence es van reunir els pobres, els malalts i els minusvàlids, dient: "Aquí està el tresor de l'Església". Per aquest motiu va ser executat el 10 d'agost 258. Aquest dia encara porta el nom de Lars. La seva acció continua inspirant la preocupació de l'Església per la humanitat avui dia.

## Història

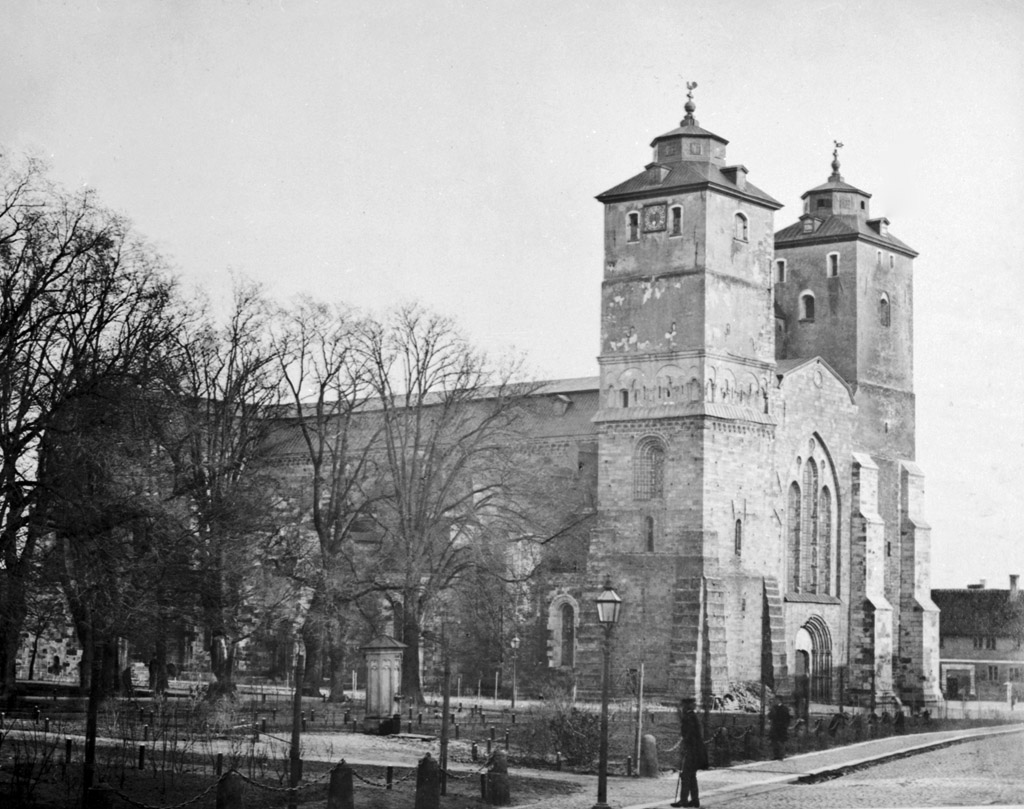
La catedral de Lund a ca. 1870, abans dels canvis d'Helgo Zettervall en la façana occidental.

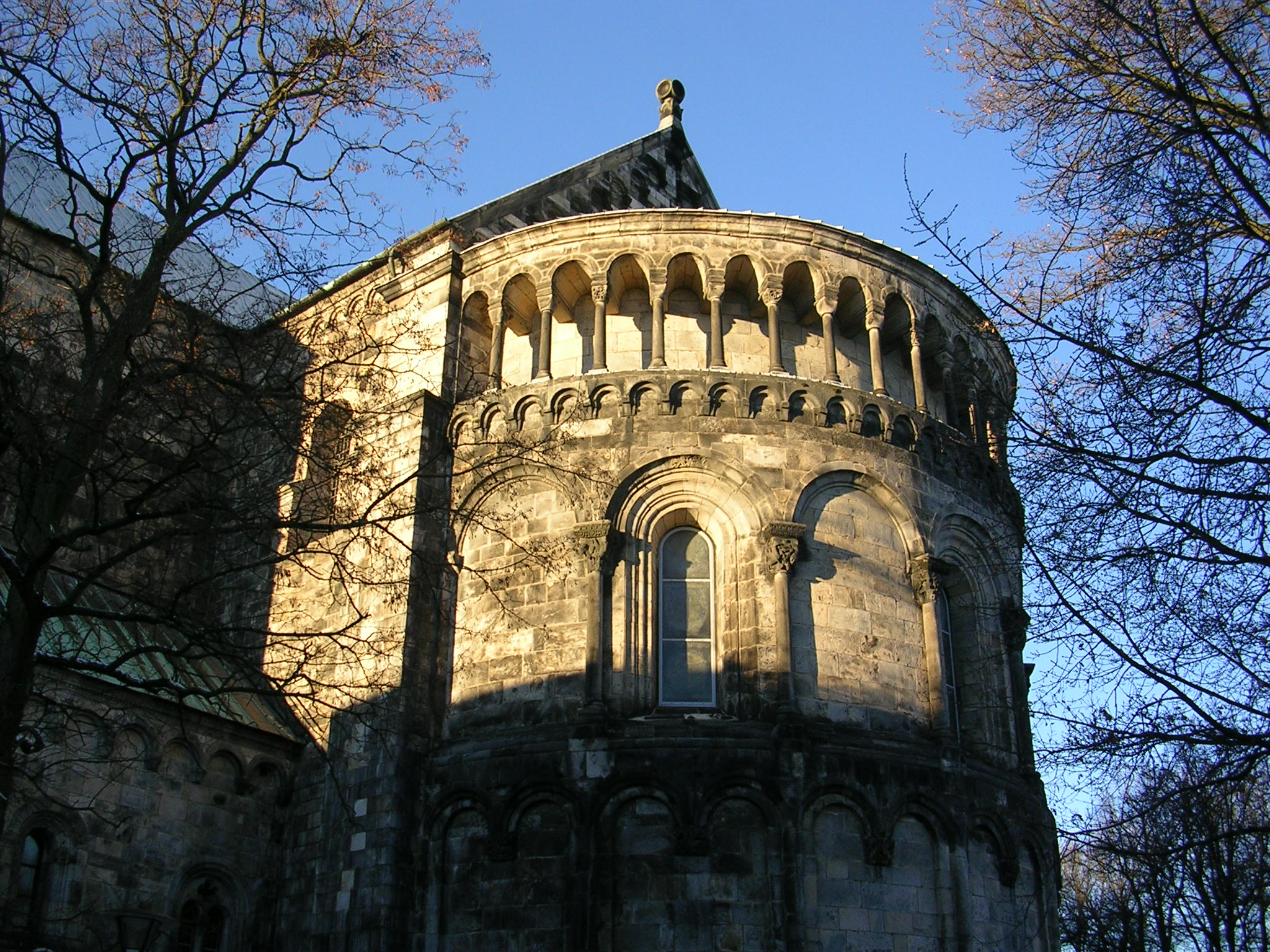
Absis romànic de la catedral de Lund.

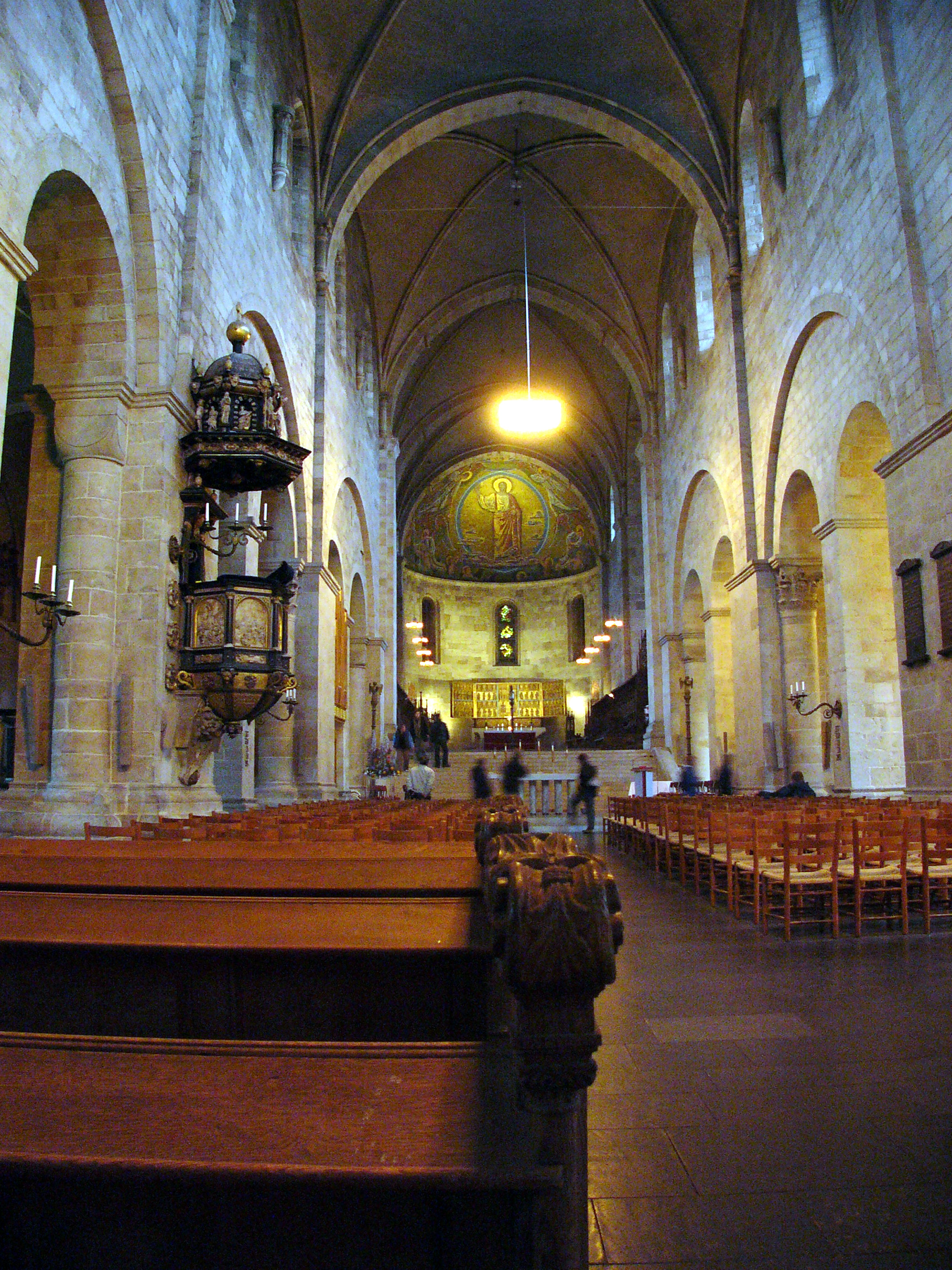
Vista interior de la catedral, de la entrada a l'altar major.

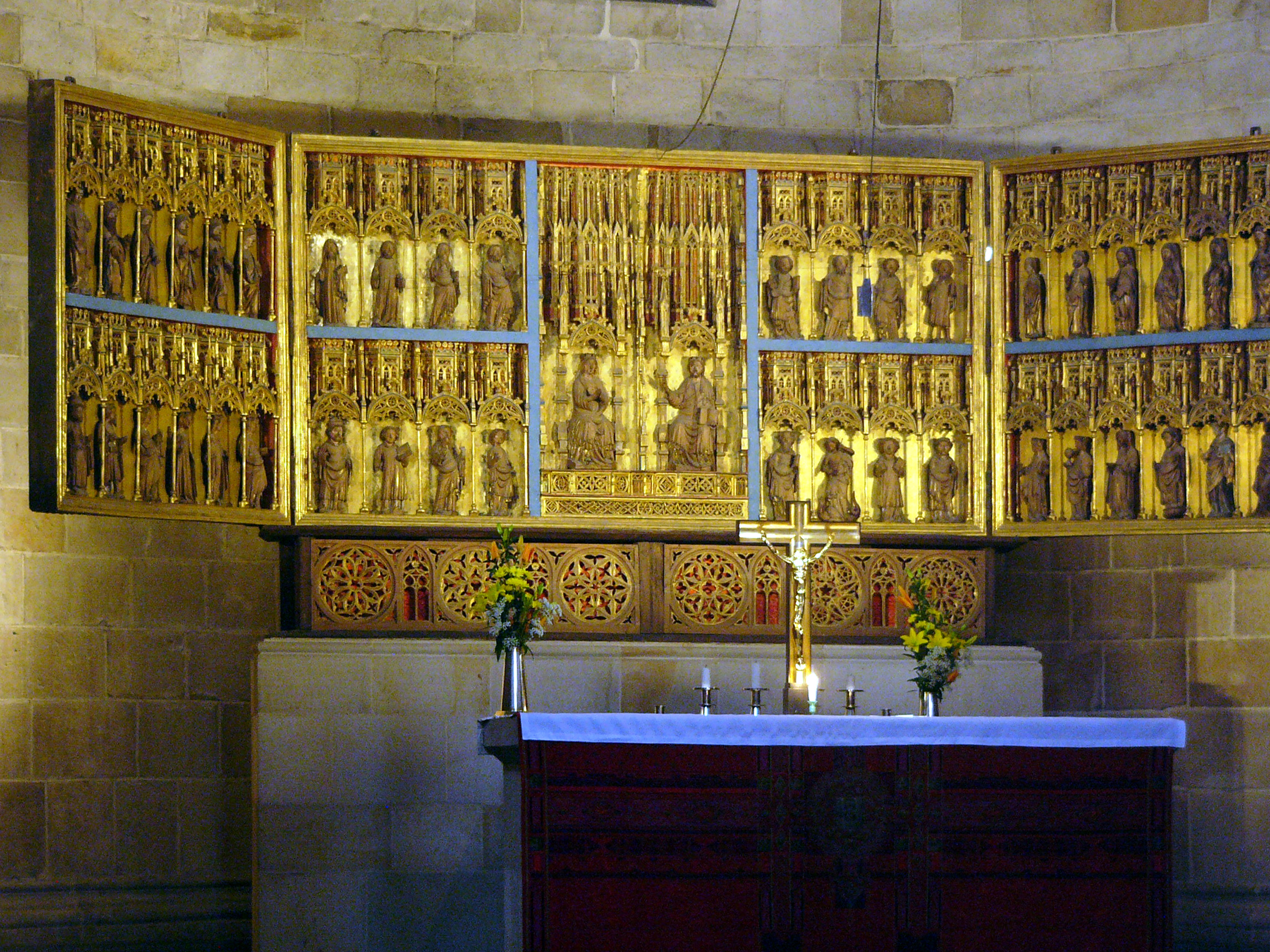
Altar gòtic de 1398.

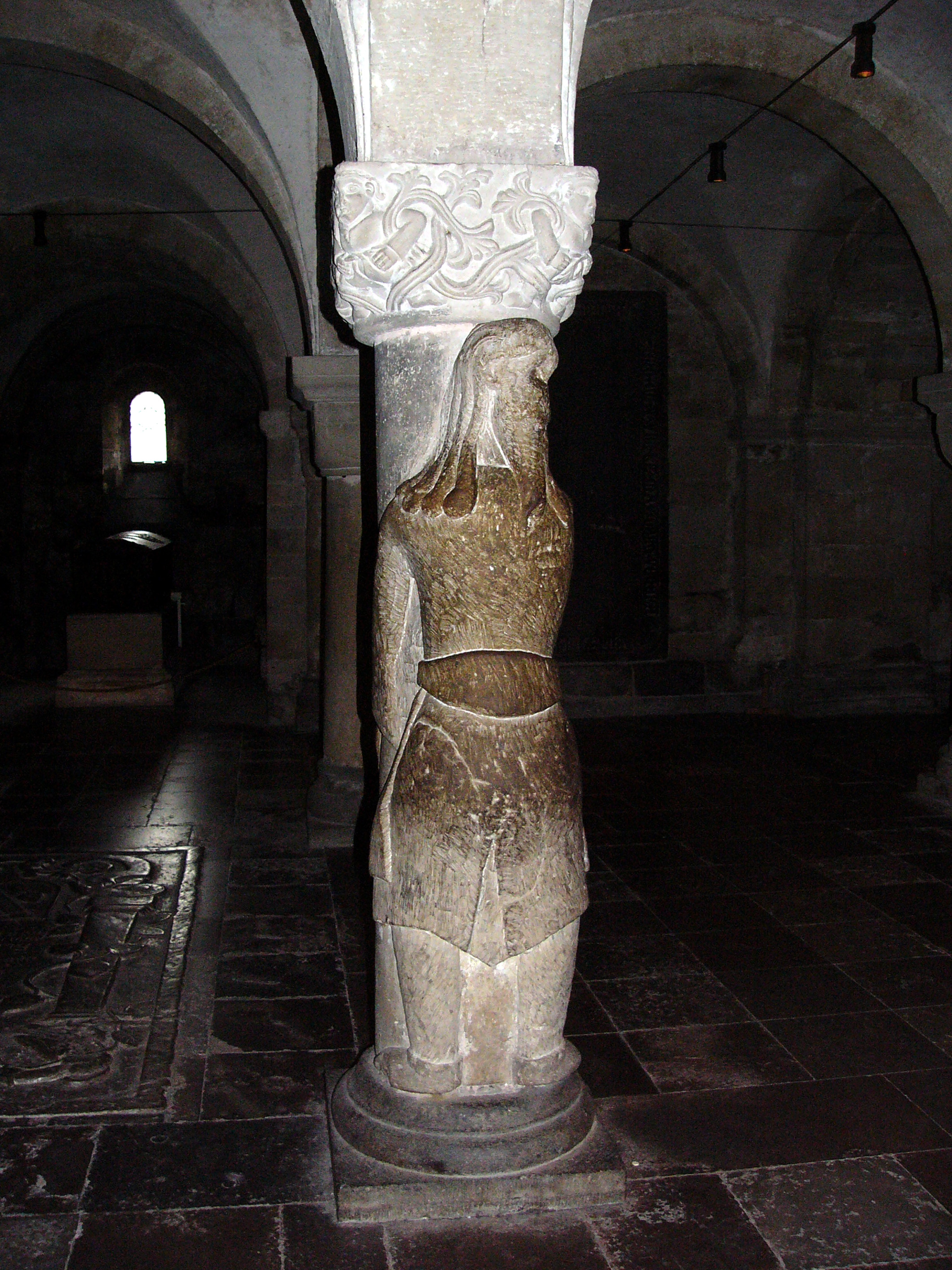
El llegendari gegant Finn, esculpit en la cripta.

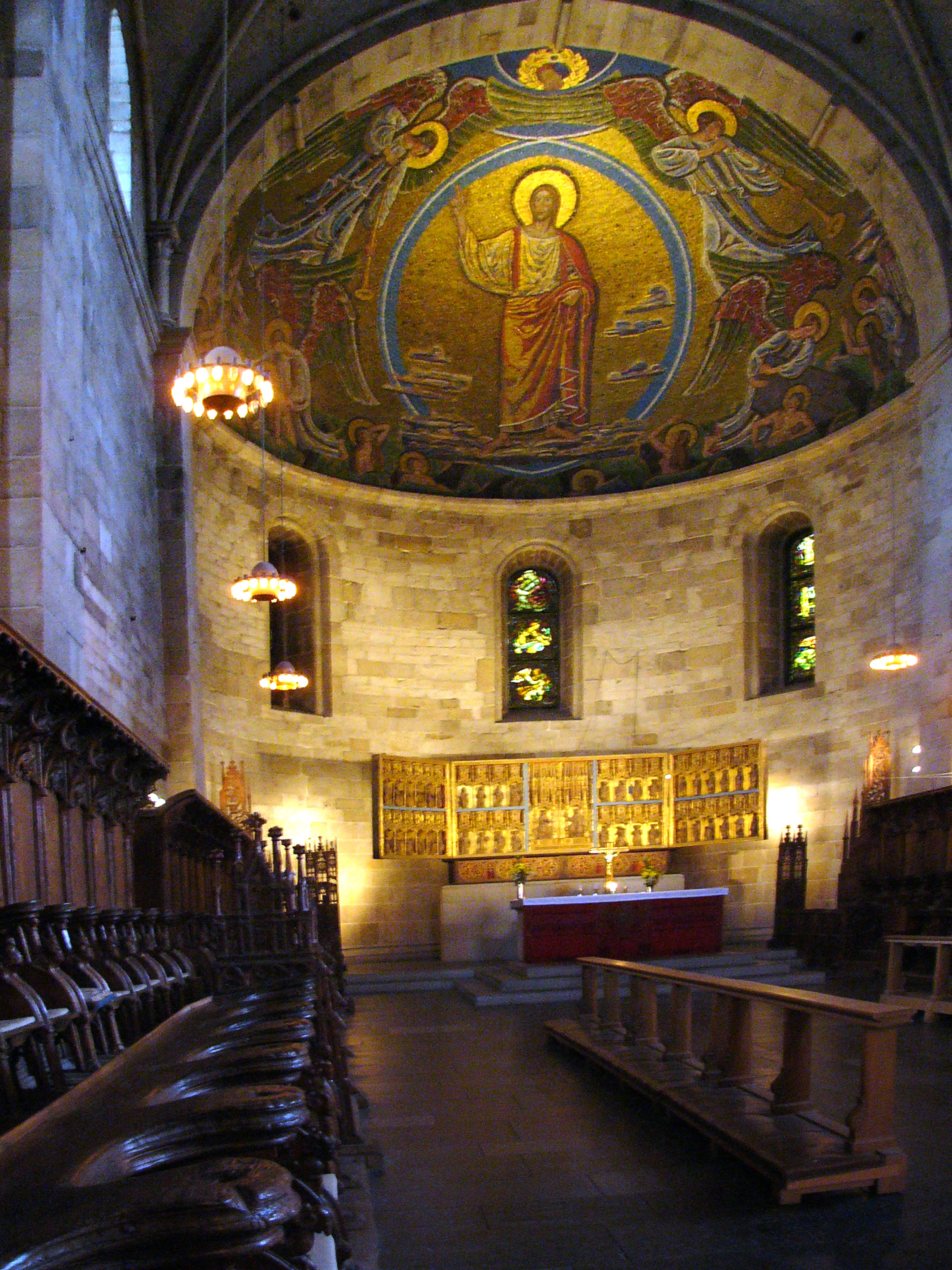
Altar major

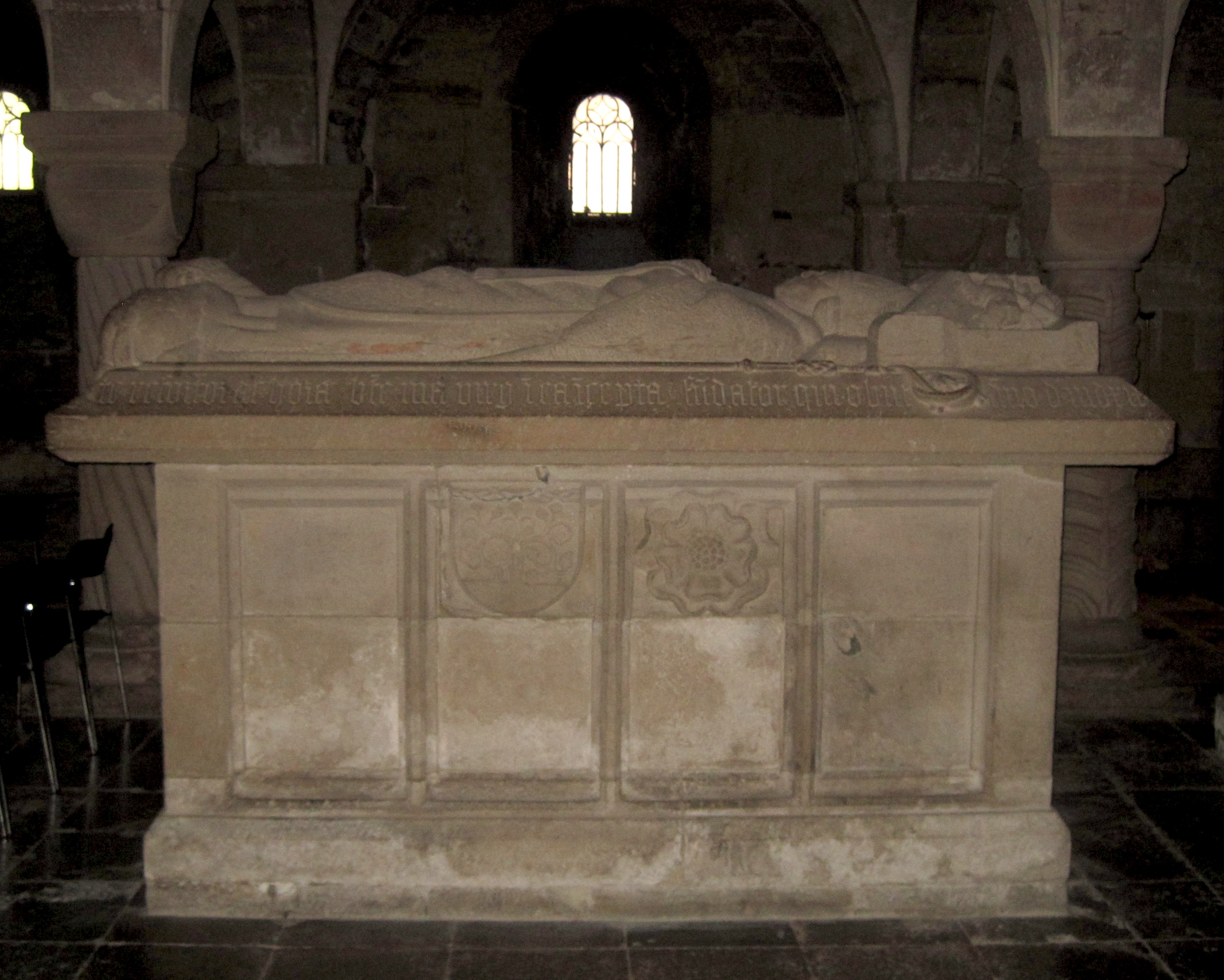
Tomba del bisbe Birger Gunnersens

Lund fou una localitat important molt abans de tenir una catedral. La ciutat fou el lloc de l'assemblea d'Escània, que se celebrava en l'anomenat turó de Sant Libori durant l'edat mitjana. També fou un lloc religiós abans de l'arribada del cristianisme.
El rei Eric I de Dinamarca realitzà una peregrinació a Roma i assegurà dues concessions importants del papa Pasqual II: la santedat del seu germà assassinat, que seria conegut com a Sant Canut, i la creació d'una arxidiòcesis que inclouria tota Escandinàvia. Lund fou designada com a seu d'aquesta arxidiòcesis. El bisbe Asser fou el primer arquebisbe d'Escandinàvia el 1104 i poc temps després d'iniciades les seves funcions, començà la construcció de l'actual catedral. El temple fou erigit amb blocs de granit, en un estil típic de basílica amb arc de mig punt sostenint un sostre pla de fusta. L'altar major de la cripta fou consagrat el 1123. La catedral i l'altar major foren consagrats a Sant Llorenç (màrtir) l'1 de setembre de 1145 per l'arquebisbe Eskil successor d'Asser.
Abans de 1085 es construí una catedral a Lund però és difícil saber si el temple actual està localitzat en el mateix lloc. En una carta de Canut IV de Dinamarca Canut el Sant, datada el 21 de maig de 1085, es menciona una catedral construïda durant la dècada de 1080. Canut IV cedí diverses propietats que feren possible la construcció d'aquesta catedral. No obstant, diverses fonts assenyalen que la catedral construïda per Canut no és la catedral actual.
Lund es convertí així en el cor religiós de Dinamarca i durant segles es construïren monestirs i Priorats al voltant de la catedral. Per la seva importància, Lund fou lloc de trobades entre els reis i la noblesa. Valdemar II fou coronat aquí el 1202.
El 1234 hi hagué un incendi a la catedral, pel que s'hagué de construir una nova volta i una nova façana occidental. En l'època medieval, la catedral va adquirir diverses peces artístiques d'alta vàlua. En la dècada de 1370, s'instal·là el magnífic cadirat (gòtic del Cor i el 1398 s'hi col·locà un retaule gòtic de fusta en la capella principal. El rellotge astronòmic s'instal·là en la Nau al voltant de 1424, hi ha estat renovat en diverses ocasions.
En la dècada de 1510, durant el regnat de Joan I de Dinamarca, l'artista alemany Adam van Düren realitzà una important remodelació del temple. En la cripta, van Düren creà un pou decorat amb interessants relleus i un monumental sarcòfag monumental per al més recent bisbe de Lund, Birger Gunnersens.
La reforma protestant ocasionà un descens dramàtic de la influència de l'església en la ciutat i el país. El 1527 el monestir de l'orde franciscana de Lund, i lluità contra el luteranisme fins que va ser empresonat el 1536. Fou alliberat l'any següent després d'acceptar les ordenances de la nova església. Es retiraren les imatges religioses de la catedral, les peces artístiques medievals, els retaules i els reliquiaris. Després del Tractat de Roskilde de 1658, la diòcesi de Lund fou transferida a Suècia.
L'arquitecte Helgo Zetterval portà a fi una remodelació extensiva a finals del segle xix, quan les torres adquiriren la seva aparença actual. En la dècada de 1920 s'afegí decoració de mosaics en l'interior del absis.

## El rellotge com a part de la vida de la catedral

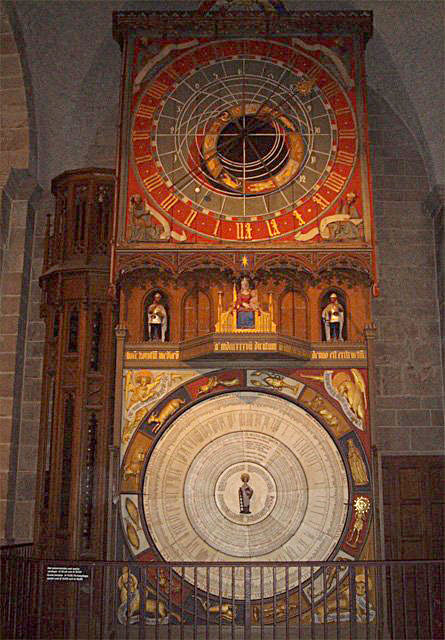
Rellotge astronòmic

El rellotge astronòmic d'aquesta catedral, és un rellotge astronòmic medieval. El rellotge es troba a l'esquerra de l'entrada de la catedral, i és una popular atracció turística.
Quan el rellotge va ser construït fa 600 anys era una meravella mecànica. Va ser possible mostrar el coneixement humà. la informació del calendari, fases de la lluna, dies de festa de l'església, la història bíblica, i altres coses podrien aclarir-se d'una manera didàctica i entretinguda amb l'ajuda d'un mecanisme miraculós que va atreure l'atenció des del principi i aquesta continua.
El rellotge és per tant molt més que un rellotge ordinari. És un llibre de referència que conté una gran quantitat de coneixement humà. El rellotge té el seu lloc a la catedral és una declaració clara que tot el que l'home pot descobrir, inventar i desenvolupar té el seu origen en Déu, que va donar a aquesta capacitat per a l'home. La comprensió del moviment del sol, la lluna i les estrelles al cel, juntament amb el disseny tècnic del rellotge, va ser considerat com un senyal que altres parts de la creació de Déu s'havien descobert i reclamat per l'home.

## Eternament al dia
A vegades és massa fàcil per assignar una visió del món com aquest per al passat sol. Però és tan rellevant avui dia. El rellotge --fins i tot encara que és diversos centenars d'anys vell-- encara ens diu sobre el món i el temps, la tasca dels éssers humans a la vida. La visió del món, de la humanitat i de Déu, es fa visible en una construcció tècnica del segle xv, que atrau grans multituds a la catedral tots els dies. "El meravellós rellotge a Lund" és, doncs, una descripció adequada.
El clergat del segle xv a la catedral per descomptat van trobar el rellotge útil. Quan van sonar les campanes que era el moment per a la missa, i el rellotge va ser un clar recordatori de quan els dies, diversos sants havien de ser celebrat. Ara tenim formes més precises de la mostra d'hores i minuts, i els nostres calendaris són més pràctics. Les campanes de l'església ara estan controlades per altres mitjans. Però encara hi ha un cert encant en l'elaboració de quin dia de la setmana en què vas néixer, o que mostra l'estrella, i on la lluna es troba en l'actualitat. Així que el rellotge encara fascina la gent d'avui en dia.
Entre la part superior del rellotge, que mostra el temps que sigui visible en el cel, i la part inferior, que mostra tots els dies de l'any, és la característica central: Maria amb el seu fill. El motiu és de Betlem, lloc de naixement de Jesús. És per això que l'òrgan de rellotge toca un himne de Nadal, quan en la processó passa a Maria i al nen Jesús, En Dulci Jubilo, núm. 433 al himnari suec. La nostra cronologia es basa en el naixement de Crist. (Cal assenyalar, però, que el monjo Dionís l'Exigu, probablement, va calcular malament al segle VI quan va tractar d'establir l'any en què va néixer Jesús.) La meitat del rellotge per tant mostra el punt fix per a l'orientació en el temps. En termes teològics, Crist es diu que és l'origen i la meta del temps.

## El temps té molts aspectes
Un avi s'asseu al costat del calendari i apunta a la data del dia. En diem Cronos, que és una Woerd grega pel temps. Temps també es pot anomenar "Aion" i "Kairós" en grec. En Anglès tenim la paraula "eón" durant un llarg període, i Cronos es reflecteix en la cronologia. Kairos significa el temps en un sentit limitat, un moment particularment important o atzarós. Els dies de casament i cinquantè aniversari poden ser dies "kairós" a la cronologia de la vida. Kairos és central en la fe cristiana. Jesús va néixer "en aquest moment". L'esdeveniment que es relaciona en la imatge central en el rellotge també es proclama a la missa. Un himne suec expressa així: "El pa sant, reposant damunt l'altar, com Jesucrist va fer un cop a Betlem […] Aquí està el bressol -i jo caic en l'oració".
El rellotge toca dues vegades al dia. Els tres reis mags a la processó es representen d'una manera tradicional. Un d'ells és africà, un asiàtic i un altre europeu, és a dir, en representació de tots els continents coneguts en aquell moment. D'altra banda, un d'ells és vell, un de mitjana edat, i un és un jove, pel que representa totes les generacions, Tot i la perspectiva des d'avui és tot just satisfet, el simbolisme és evident. Tothom, sempre i ha tot arreu, ret homenatge. O potser posats en més neutral: tothom entén que la vida es viu en el temps.

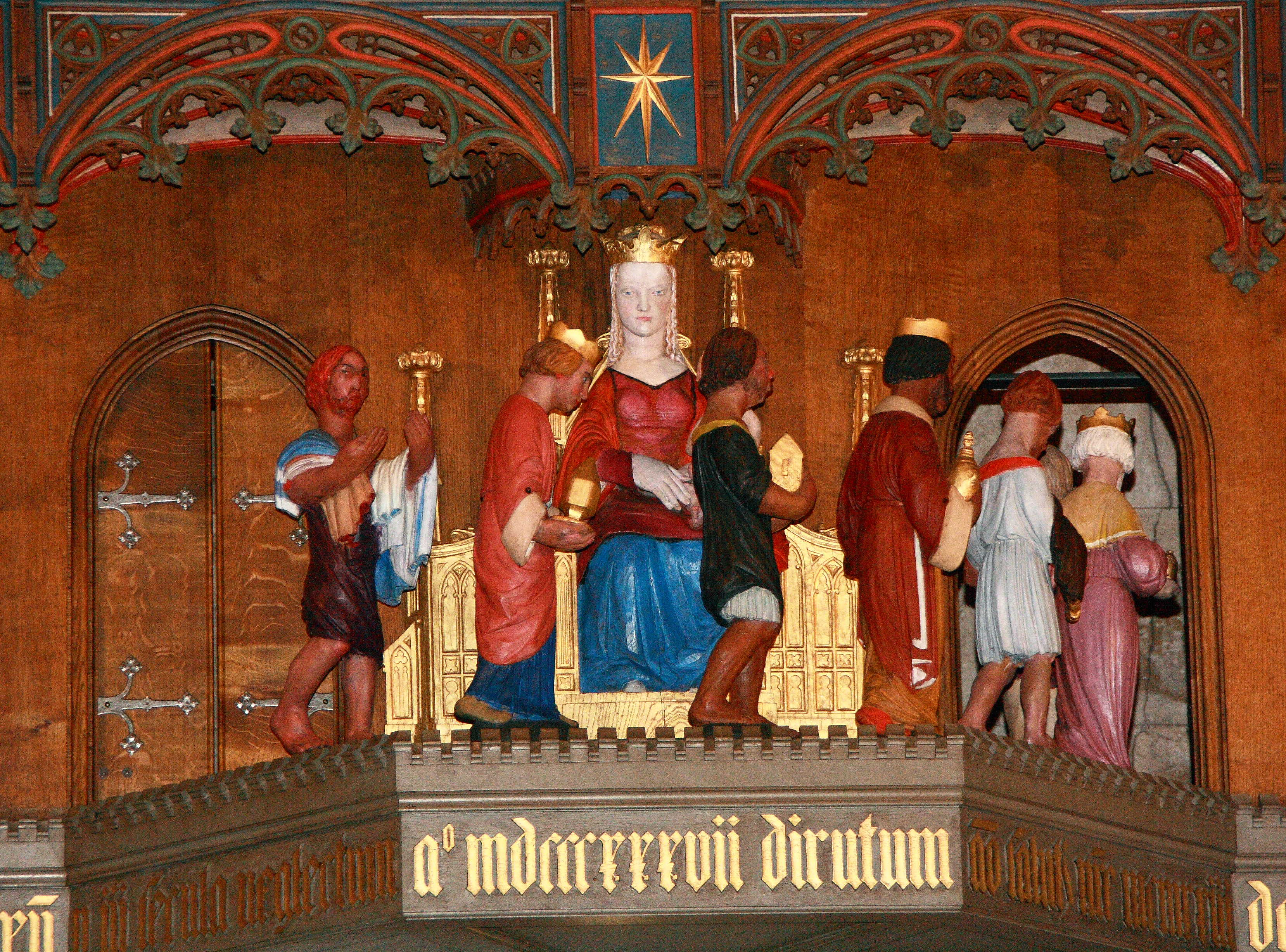
Els Reis Mags adorant Jesús nat

L'Epifania se celebra el 6 de gener de cada any. La lectura de l'Evangeli d'aquest dia es tracta de l'arribada dels mags de l'orient per adorar el nounat Jesús a Betlem. En aquest dia el rellotge toca un temps extra, durant el servei. Les figures sobre el rellotge interactuen amb la celebració de la congregació.
Un dia d'estiu normal, 400 persones es reuneixen per veure el treball del rellotge. Durant uns minuts, se celebra el Nadal. Igual que els mags, que provenen de diferents racons del món i pertanyen a totes les generacions. Ells interpreten el seu paper, es podria dir, en un servei. Es posen a prova palpable del seu propi lloc en el transcurs del temps, mesurat en hores, dies, i segle.
Tot i la distància en el temps i es converteixen en plaer contemporani amb els mags. Les perspectives espacials i temporals poden ser experimentats en aquesta forma lúdica i litúrgica en una església. A això s'afegeix el fet que cada processó, tant la de quan el rellotge toca i la que és protagonitzada per cada servei dominical, representa la vida de peregrinació de cada persona.